# Lengthens FC
Lengthens FC ist ein simbabwischer Fußballverein aus Harare.
Der Verein wurde 2002 gegründet und stieg 2007 in die Zimbabwe Premier Soccer League auf. Mit dem vierten Platz 2009 gelang ihnen die beste Platzierung bisher und qualifizierte sich für die afrikanischen Wettbewerbe. 2010 kam der Absturz des Vereines und er musste in die zweite Liga absteigen, wo er bis heute verblieben ist.

## Statistik in den CAF-Wettbewerben
| Wettbewerb                 | Runde    | Gegner   | Hinspiel | Rückspiel |  |
| -------------------------- | -------- | -------- | -------- | --------- |  |
|                            |          |          |          |           |  |
| CAF Confederation Cup 2010 | Vorrunde | AS Adema | 2:1 (H)  | 0:0 (A)   |  |
|                            | 1. Runde | Simba SC | 0:3 (H)  | 1:2 (A)   |  |